# Tortelli cremaschi
I tortelli cremaschi (dialetto cremasco: turtèi cremasch) rappresentano il principale piatto della tradizione culinaria cremasca.

## Storia
I tortelli cremaschi potrebbero aver visto la loro nascita durante la lunga dominazione veneziana. A supporto di questa ipotesi ci sono almeno due fattori: il primo è che, senza eccezioni, si tratta di un piatto tipico ancora oggi diffuso solo nei paesi della diocesi di Crema, cioè all'interno dei confini dell'antico Territorio Cremasco della Serenissima. Il secondo è dovuto agli ingredienti del ripieno: amaretti (armelline), spezie, canditi e uva passa sono tutte merci provenienti dai commerci con l'oriente, sui quali i veneziani hanno avuto per secoli il monopolio. Una ragione della scarsa diffusione del prodotto all'esterno del territorio cremasco potrebbe essere solo tecnica, infatti è possibile riprodurli solo manualmente. I tentativi di automatizzare il processo sono falliti e chi ci è riuscito è stato costretto a modificare la ricetta tradizionale.
La ricetta attuale si è consolidata verso il finire del 1800.
I tortelli cremaschi oggi rappresentano, nelle loro zone d'origine, il piatto più importante delle feste; si usa prepararli tipicamente durante le sagre patronali dei paesi, per i matrimoni, o per altre importanti ricorrenze familiari. Non sono tuttavia piatto né natalizio né pasquale. Ogni paese e perfino ogni famiglia ha la propria ricetta, leggermente diversa, ma solo nelle proporzioni, tra gli ingredienti tradizionali.
I tortelli cremaschi sono stati celebrati per molti anni a Crema, nel mese di agosto, durante la manifestazione denominata Tortellata Cremasca. L'evento nacque nel 1981 da alcuni amici del Gruppo Sportivo Olimpia che trascorrevano le vacanze rimanendo in città .
L'iniziativa dall'anno 2022 ha mutato nome in Chiacchiere e Tortelli, in gestione al Comitato Carnevale Cremasco.

## Descrizione

### Forma

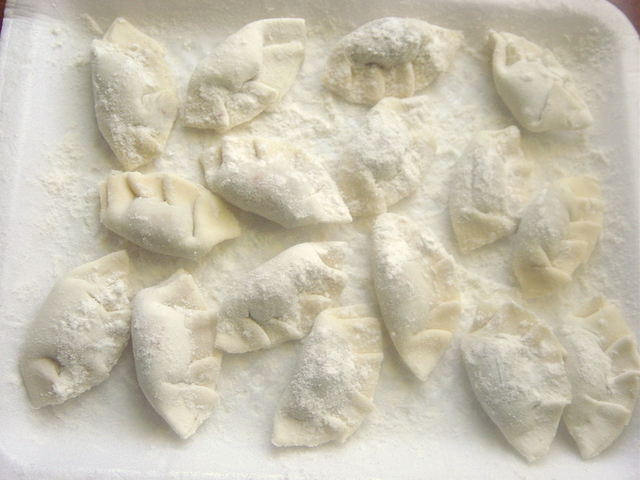
Tortelli cremaschi crudi

La forma del tortello cremasco è particolare: si prepara partendo da un disco di pasta piegato a mezzaluna, con il ripieno nel centro. I bordi del disco vengono pizzicati e sovrapposti a mano così da formare cinque creste sul bordo del tortello. In alcuni paesi si usa formarli quadrati e chiuderli premendo con i denti di una forchetta, ma è usanza barbara e non conforme alla tradizione. I cremaschi di città di un tempo dicevano malignamente che questa usanza serviva ai contadini dei paesi per risparmiare, poiché così non si hanno scarti di pasta.

### Ingredienti
I tortelli cremaschi giocano su un sottile equilibrio di sapori: l'incontro tra il dolce-speziato del ripieno con il gelatinoso-salato-grasso della pasta e del condimento. Il segreto della loro preparazione è il bilanciamento della quantità di ripieno con la pasta: le loro proporzioni sono fondamentali perché ci sia armonia tra i sapori, in quanto un tortello con poca pasta, o pasta sottile, o troppo ripieno risulterà stucchevole, mentre un tortello con poco ripieno o troppa pasta sarà insipido. In ogni caso va evitato in assoluto l'impiego di pasta all'uovo: il tortello deve essere formato da un disco di pasta spesso che, se fatto essiccare, va cotto a lungo (20/40 min.); se la pasta è all'uovo, non regge la cottura e si apre, disperdendo il prezioso ripieno nell'acqua. In molte osterie del passato invece, l’usanza di impedire l’essiccazione coprendo con un panno inumidito, velocizzava la cottura; oggi possiamo ottenere lo stesso risultato congelandoli immediatamente dopo il confezionamento.

#### Pasta
- farina
- acqua (qualcuno usa il latte).
- sale.

È ammesso un massimo di un uovo per kg di farina.
La pasta tradizionale dei tortelli va preparata buttando di colpo la farina nell'acqua bollente leggermente salata, e poi impastando a caldo fino a formare una massa elastica, di colore bigio (pasta matta). Si può tuttavia lavorare a freddo nell'impastatrice con l'aggiunta di un solo uovo per kg, e un cucchiaio d'olio d'oliva per dare una buona elasticità.
Ogni ricetta che usa più di un uovo per ogni kg di farina non è tradizionale e non va impiegata nella confezione dei tortelli cremaschi.

### Ripieno

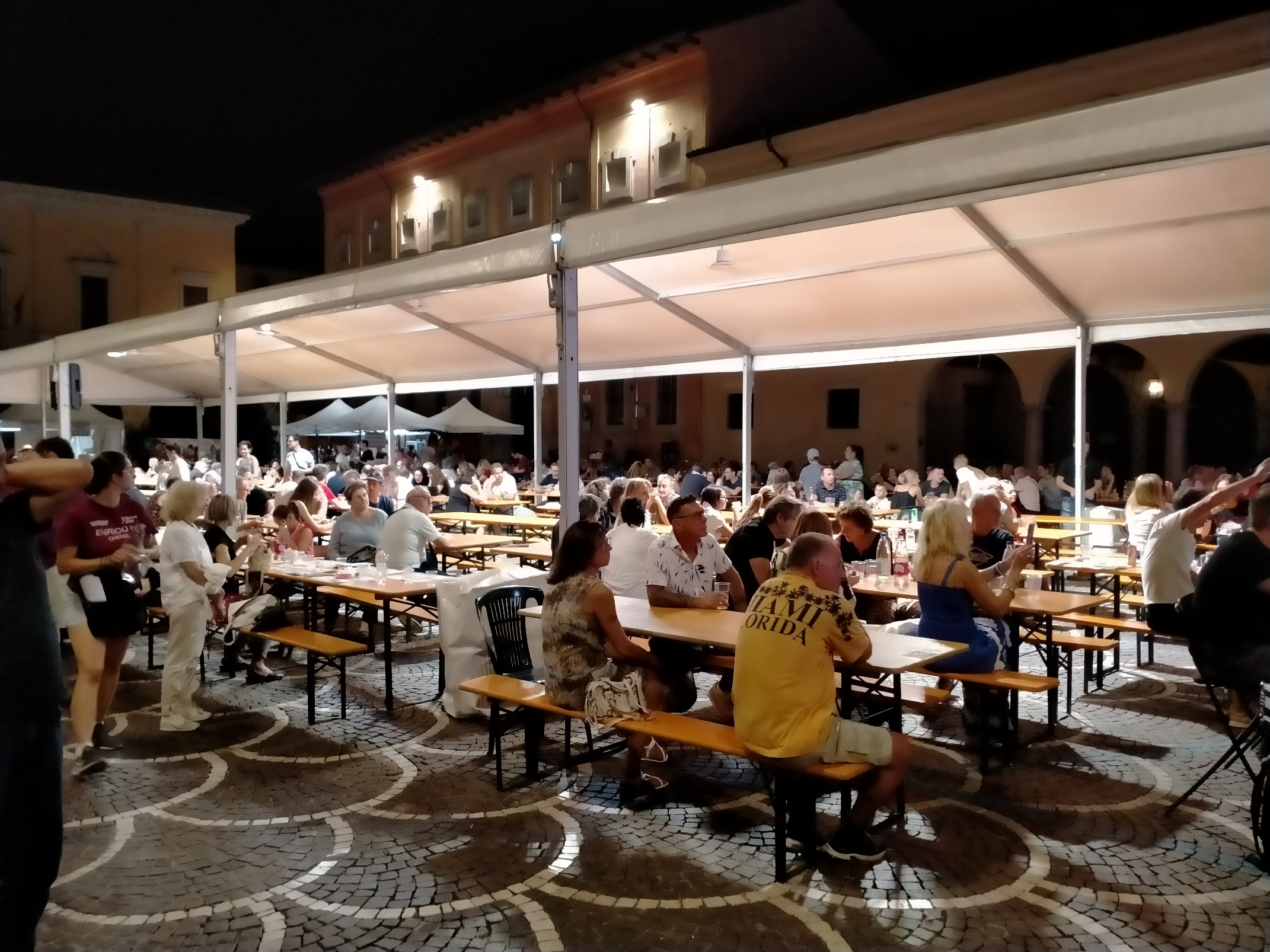
Allestimento della manifestazione Chiacchiere e Tortelli nel 2025.

- Amaretti tritati, la marca "Gallina"[6] è l'unica utilizzata dai cremaschi per la buona riuscita dei tortelli;
- Pane grattugiato, solo se serve per asciugare un ripieno molle;
- Noce moscata;
- Un mostaccino (è un biscotto speziato cremasco a losanga);
- Uova (solo il tuorlo);
- Sale q.b.;
- Formaggio grana grattugiato;
- Cedro candito tritato
- Scorza di limone grattugiata
- Marsala secco;
- Pastiglie di mentine (fino a quattro per ogni kg di farina, secondo il gusto personale);
- Uva passa, uvetta;

In alcune varianti di paese troviamo l'aggiunta di carni o brodo, che non appartengono alla ricetta tradizionale.
Per preparare il ripieno, versare in una terrina gli amaretti pestati, l'uvetta ammollata e asciugata e il mostaccino sbriciolato finemente; aggiungere le caramelle mentine grattugiate, il cedro tritato, il formaggio grattugiato, il tuorlo, la scorza di limone, un poco di pangrattato, il Marsala e se necessario un poco di brodo per ammorbidire. Fare riposare il ripieno un giorno in frigorifero. Il giorno seguente preparare la sfoglia e farla riposare in un telo per circa un'ora. Tirare la sfoglia sottile e ricavarne dei dischetti. Distribuire il ripieno e chiudere premendo il bordo per tre volte. Cuocere in acqua bollente salata, avendo cura di mescolare di tanto in tanto.

### Condimenti
- burro di prima qualità, cotto leggermente o fritto al primo colore bruno, con salvia. C'è chi usa burro crudo o appena fuso, ma non è raccomandato.

Ogni strato di tortelli viene adagiato in zuppiera, si bagna di burro e si spolvera di grana grattugiato, dopodiché si fa riposare qualche minuto. Nel piatto del commensale deve esserci un "laghetto" di burro, poi ognuno si serve ancora di grana grattugiato a piacere.

### Abbinamento al vino
L'abbinamento del vino a un piatto così ricco di aromi è quanto mai opinabile. L'uso corrente nel cremasco è di bere insieme con i tortelli un vino rosso giovane e frizzante, secco o abboccato a piacere. Gutturnio, Bonarda, Lambrusco e Barbera sono le qualità più impiegate, di provenienza dalla vicina Emilia, o dall'Oltrepò Pavese. Alcuni sommelier indicano vini bianchi caldi e aromatici, per esempio il Gewürztraminer; talvolta lo Champagne.

## Alimenti correlati
I tortelli cremaschi vengono usati, insieme al Grana Padano e gli amaretti, come companatico di una crostata tradizionale lombarda che ha un impasto di farina, uova, burro e sale. Tale preparazione è ideale da preparare quando si vogliono recuperare i tortelli avanzati.